# Алфа (сериал)
Вижте пояснителната страница за други значения на Алфа.
„Алфа“ е български криминален трилър, който стартира на 25 февруари 2024 г. по bTV и продължава излъчване от март по bTV Action.

## Сезони
| Сезон      | Сезон | ТВ канал | Година | Епизоди | Премиера    | Финал   | Излъчване             |
| ---------- | ----- | -------- | ------ | ------- | ----------- | ------- | --------------------- |
|            | 1     | bTV      | 2024   | 3       | 25 февруари | 10 март | неделя, 21:00 – 22:00 |
| bTV Action | 1     | 9        | 2024   | 17 март | 12 май      |         | неделя, 21:00 – 22:00 |

## Сюжет
Внимание:  Текстът по-долу разкрива сюжета на произведението (или части от него)!
Макс Ръсин е преподавател в катедра Наказателноправни науки и подготвя своето професионално завръщане към оперативната работа като ръководител на новосформиращия се отдел Серийни престъпления. Той трябва да избере хора за своя екип измежду четирима от своите студенти – Рая, Крис, Филип и Мина.

## Актьорски състав
- Стефан Вълдобрев – Максим Ръсин
- Мария Силвестър – Жана Балканска
- Петър Антонов – Лео Балкански
- Иван Бърнев – Генерал Антон Ковачев
- Валентина Каролева – Рая Макавеева
- Спартак Панталеев – Крис Алексиев/Едуард Робъртов Яков
- Георги А. Богданов – Филип Ковачев
- Виолина Доцева – Мина Златарска
- Александра Сърчаджиева – Ралица Велева
- Ириней Константинов – Девата
- Васил Витанов – Малката Дева
- Любомир Петкашев – Канев
- Иван Савов – проф. Златарски
- Слав Бойчев – Ангел
- Юлиян Рачков – Юли Янев
- Михаил Милчев – ректор Желев
- Теодор Папазов – Дългия
- Марияна Иванова – Силвия
- Лана Гекова – Снежана
- Калоян Карагинев – Призрака
- Светослав Иванов – телевизионен водещ
- Иван Марков – адвокат Михайлов
- Марина Генчева – Попова
- Краси Кузманова – Свила
- Никол Каракехайова – малка Рая
- Георги Налджиев – Владо
- Аделина Желязкова – Габи
- Емил Котев – Жорж
- Илиян Ненов – Свилен
- Зафир Заджаб – Сава
- Кристиян Попов – Тома
- Димитър Касабов – Крум Чанов
- Димитър Илиев – Свилен
- Георги Златарев – Деян Златарски
- Антоан Станоев – Дивия
- Виктор Младенов – Гибона
- Крис Атанасов – Тото
- Боян Фераджиев – Антон
- Благовест Мицев – Игор
- Жана Рашева – Васа
- Атанас Каракехайов – Организатор Сурва
- Антон Димитрачков – Лудия
- Димитър Енчев – Лекар 1
- Катя Бръмбарова – Медицинска сестра 1
- Борислав Борисов – телевизионен водещ
- Адела Трифонова – говорител
- Мариян Балабанов – дилър
- Дарий Чавдаров – дилър
- Явор Гаджев – автокрадец
- Николай Владимиров – бияч 1
- Никол Митрофанова – малко момиченце
- Детелина Шопова – жена клошар
- Тодор Гълъбов – мъж клошар
- Георг Киряков – журналист 1
- Христо Тенчев – журналист 2
- Сезар Сами – журналист 3
- Севделин Иванов – цивилен полицай
- Владимир Ковачев – цивилен полицай 1
- Иван Станчев – цивилен полицай 2
- Валери Георгиев – журналист 1
- Йордан Лязов – човек на Ковачев
- Павел Трошанов – доставчик на храна
- Тодор Кавърджиков – оперативен работник
- Емил Асенов – пощальон
- Никола Орешков – съдебен лекар